# 14015 Senancour
A 14015 Senancour (korábbi nevén 1994 BD4) a Naprendszer kisbolygóövében található aszteroida. Eric Walter Elst és Christian Pollas fedezték fel 1994. január 16-án.

## Kapcsolódó szócikk
- Kisbolygók listája (14001–14500)